# Karlstadt
Karlstadt è un comune urbano tedesco di 14 948 abitanti, situato nel circondario del Meno-Spessart nel distretto della Bassa Franconia nel Land della Baviera.
A Karlstadt nacquero l'alchimista e chimico Johann Rudolph Glauber, il matematico e astrologo Johannes Schöner, oltre a Johann Zahn, Max Grün, Franz Christoph von Hutten e Andrea Carlostadio.

## Geografia antropica

### Frazioni
- Heßlar
- Gambach
- Karlburg
- Karlstadt
- Laudenbach con il cimitero ebraico
- Mühlbach dove si trova il cinema situato sotto la fortezza
- Rohrbach
- Stadelhofen
- Stetten paese vinicolo
- Wiesenfeld